# Mufulira Wanderers Football Club
El Mufulira Wanderers Football Club es un equipo zambiano de fútbol de la ciudad de Mufulira. Está actualmente en la primera división de la liga de Zambia. Es uno de los clubes más populares y ha producido y/o enviado al exterior jugadores tales como el exdelantero del América de México, el internacional zambiano Kalusha Bwalya. Actualmente el club es patrocinado por Mopani Copper Mines.

## Palmarés
- Primera División de Zambia: 9

1963, 1965, 1966, 1967, 1969, 1976, 1978, 1995, 1996
- Copa de Zambia: 9

1965, 1966, 1968, 1971, 1973, 1974, 1975, 1988, 1995
- Copa Desafío de Zambia: 9

1967, 1968, 1969, 1978, 1984, 1986, 1994, 1996, 1997
- Copa Heinrich/Copa Chibuku/Copa Heroes y Unidad: 8

1964, 1965, 1968, 1976, 1985, 1987, 1988, 1991
- Copa Campeón de Campeones: 7

1974, 1976, 1977, 1978, 1985, 1988, 1992
- Copa del Castillo Inter-Rhodesia: 1

1965

## Jugadores

### Notables jugadores del club
| - Johnson Bwalya - Kalusha Bwalya - Thomas Bwalya - Efford Chabala - Dick Chama - Bernard Chanda - Harrison Chongo - Frederick Kashimoto | - Evans Katebe - Philemon Kaunda - Dickson Makwaza - Gibby Mbasela - Ashious Melu - Willie Mukwasa - Philemon Mulala - Emmanuel Munaile | - Ackim Musenge - Charly Musonda - Elijah Mwale - Tolomeo Mwansa - Tshikala Mwanza - Samuel Ndhlovu - Abraham Nkole - George Sikazwe |